# Diara Rocha
Diara Rocha, nacida como Diara Kady Monteiro Vieira Lopes Rocha, (São Vicente, 8 de julio de 1970) es una investigadora caboverdiana, es profesora asistente en la Universidad de Mindelo y de la UniCV, Mindelo (Cabo Verde). Su investigación se ha distinguido por estudiar las propiedades de algunas plantas (menta, hinojo, poleo) en el  tratamiento de enfermedades tales como la malaria y el dengue; además de su posible uso a modo de alternativa a los pesticidas orgánicos sintéticos, ya que su grado de biodegradabilidad comporta menos riesgos ambientales.

## Recorrido
Rocha es licenciada en Biología por la Facultad de Ciencias de la Universidad de Lisboa, maestra en el área de Producción Agrícola Tropical y Doctora por la Universidad Nueva de Lisboa, Instituto de Higiene y Medicina Tropical (UNL-IHMT) en Ciencias Biomédicas, área de Parasitología, habiendo trabajado muchos años en Salud Pública y Medicina Tropical.
En su investigación como doctoranda (durante la cual fue becaria de la Fundación Calouste Gulbenkian), reveló las propiedades insecticidas de las plantas pertenecientes al universo floral de las islas de Cabo Verde; útiles para combatir a los vectores de la malaria y del dengue. En el encuentro sobre Enfermedades Tropicales Desatendidas en los PALOP, promovido por el Programa Gulbenkian de Ayuda al Desarrollo y por la International Society sea Neglected Tropical Diseases (2013), Rocha declaró: "A nivel de laboratorio (...) podemos decir que tenemos ya algunas plantas y compuestos activos con potencialidad insecticida", al mismo tiempo que adelantó haber estudiado el hinojo y el poleo, plantas que existen en Portugal y en Cabo Verde. En este encuentro señaló también las ventajas de las plantas en relación con los insecticidas utilizados habitualmente, por ser menos perjudiciales tanto para las personas como para el medio ambiente.
En el contexto de la pandemia Covid-19, debido a la escasez de desinfectante en el mercado caboverdiano, fundamental para impedir la infección y propagación del virus, Rocha comenzó a producir un desinfectante de manos para uso personal, que ha distribuido de forma gratuita entre amigos e instituciones; llegando a algunos organismos oficiales de la Isla de San Vicente, tales como la Casa de la Sopa de la Iglesia del Nazareno.
La investigadora estudió los protocolos de la Organización Mundial de Salud para la producción de antisépticos. El trabajo de investigación que desarrolló durante su doctorado facilitó el acceso al material de preparación de la solución hecha a la base de alcohol, agua oxigenada y glicerol. Este último componente lo cedió el laboratorio de la Facultad de Educación y Deporte del Centro Mindelo de la Universidad de Cabo Verde. El producto se envasó en frascos sellados con ‘parafilm’, una película flexible usada principalmente en laboratorios. Rocha está intentando certificar el producto, se encuentra a la espera de la aprobación de la ERIS, para así poderlo distribuir entre hogares de ancianos y de personas necesitadas. 
Por otro lado, con el apoyo del Departamento de Educación Artística de la FAED (UniCV) ha realizado un patrón base para la producción de mascarillas caseras. En este caso, se le ha unido en la confección toda la comunidad local (sobre todo modistas que ya no están en activo y estudiantes de Educación Artística).

## Reconocimientos y premios
- 2012 - Premio de Mejor Presentación de las III Jornadas Científicas del Instituto de Higiene y Medicina Tropical de la Universidad de Lisboa.[1]

## Obra
- 2019 - Impactos de las Alteraciones Climáticas en la Salud Pública y el papel de la educación en Cabo Verde.[8]
- 2019 - El impacto del dengue en las islas de Cabo-Verde, la aparición de brotes y las medidas implementadas en el terreno para el control de la enfermedad. Estudio de caso: encuesta en la isla de San Vicente, zona rural versus zona urbana, sobre el conocimiento y prevención del dengue.[9]
- 2019 - La importancia de las plantas medicinales en Cabo-Verde. Estudio de caso: conocimiento tradicional de las plantas medicinales de San Vicente, medio urbano versus entorno rural.
- 2019 - Impactos de las Alteraciones Climáticas en la Salud Pública y el papel de la educación en Cabo Verde.
- 2016 - The productivity of the colony of Phlebotomus perniciosus (Diptera, Psychodidae) of IHMT / UNL: larvae, pupae and adults.
- 2015 - Potential of Mentha pulegium sea mosquito control / Potencialidad de la Menta Pulegium (poleo) en el control de mosquitos.[10]
- 2015 - Larvicidal Activity against Aedes aegypti of Foeniculum vulgare Essential Oils from Portugal and Cape Verde.[11]
- 2013 - Plantas medicinales tropicales y mediterráneas con propiedades biocidas en el control de insectos vectores de agentes patógenos, Instituto de Higiene y Medicina Tropical, orient. Maria Teresa Lourenço Marques Nuevo.[12]
- 2013 - Insecticidal activity of tropical and mediterranean plant product against Aedes aegypti larvae.[13]
- 2012 - The laboratory colony of Phlebotomus perniciosus (Diptera, Psychodidae) from Instituto de Higiene y Medicina Tropical, Universidad Nueva de Lisboa, Portugal: establishment, maintenance and application.
- 2011 - Immune Reactivity te lo Dengue and Aedes albopictus Mosquitoes in the Population from Macao, China, Before Dengue Occurrence.[14]